# Hörrohr

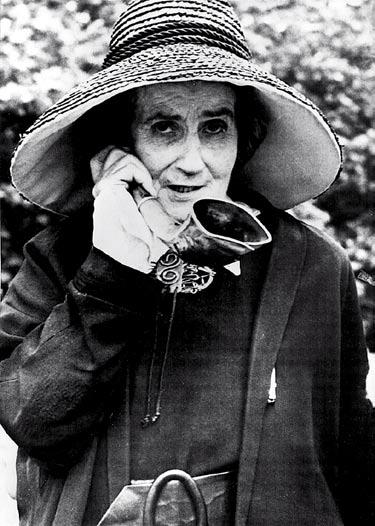
Madame de Meuron mit Hörrohr

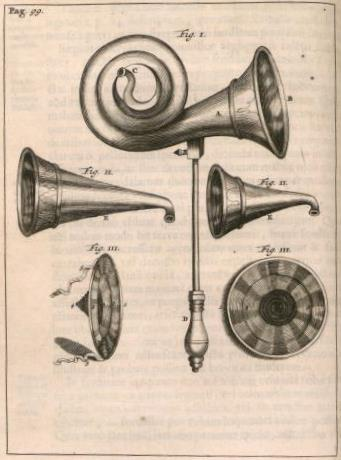
Verschiedene Hörrohre

Hörrohre, früher auch Hörmaschinen genannt, sind röhren- oder trichterförmige Geräte, die Schallwellen sammeln und in den äußeren Gehörgang des menschlichen Ohres leiten sollen. Dadurch kann eine Verstärkung der auf das Trommelfell fallenden Schallenergie und damit ein besseres Hören bei vermindertem oder nachlassendem Gehör erreicht werden. Hörrohre wurden aus Eisenblech, Silber, Holz, Schneckengehäusen oder Tierhörnern konstruiert.

## Geschichte
1624 macht der Jesuit Jean Leurechon unter dem Pseudonym H. van Etten erstmals das Prinzip des Hörrohrs in einem gedruckten Werk bekannt. Athanasius Kircher, der sich neben zahlreichen anderen Wissensgebieten mit der Lehre vom Schall beschäftigte und 1650 in seiner Musurgia die Erfindung einer „Hörmaschine“ beschrieb, gilt jedoch als eigentlicher Erfinder des Hörrohrs.
Es muss aber schon viel früher Hörrohre gegeben haben, auch wenn keine Abbildung davon erhalten ist. Der in Rom tätige Arzt Archigenes (2. Jahrhundert) erwähnte ein Hörrohr als Mittel gegen Schwerhörigkeit, ebenso der griechische Arzt Alexander von Tralles (5. Jahrhundert). Eine mittelalterliche Miniatur aus dem 12. Jahrhundert, die sich heute in der französischen Nationalbibliothek befindet, zeigt König Artus mit einem Hörrohr bei der Jagd.
1706 benutzte Jacques Joseph Duguet in die Armlehnen eines Fauteuils eingebaute Röhren zum Empfang von Schallwellen. Diese Anordnung fand mehrfache Nachahmungen.
1879 konstruierte Rhodes in Chicago aus natürlichen Muschelschalen „Audiophone“ genannte Hörfächer, mit denen die Übertragung der Schallschwingungen über Knochenleitung erfolgte, indem der Fächer gegen die Zähne oder zwischen den Zähnen gehalten wurde.
1812 bis 1814 fertigte Johann Nepomuk Mälzel Hörrohre für Ludwig van Beethoven an, die heute im Beethoven-Museum in Bonn ausgestellt sind.
1816 erfand René Laënnec in Frankreich das Hörrohr neu als Stethoskop zum Abhören von Herztönen.
Die Firma Kirchner & Wilhelm in Asperg bei Stuttgart bot 1910 zahlreiche Hörrohr-Modelle im Katalog des „Medizinischen Waarenhauses“ an. Die Firma F. C. Rein and Son aus London stellte als letzte 1963 die Herstellung von Hörrohren ein, da sich mittlerweile elektronische Hörgeräte allgemein durchgesetzt hatten. 
Während der Weltkriege mit dem Aufkommen der militärischen Fliegerei wurde versucht, mit dem Hörrohr-Prinzip akustische Ortungssysteme aufzubauen, siehe Richtungshörer, Japanische Kriegstuba.